# Bourth
Bourth is een gemeente in het Franse departement Eure (regio Normandië). De plaats maakt deel uit van het arrondissement Évreux. In de gemeente ligt spoorwegstation Bourth. Bourth telde op 1 januari 2022 1.166 inwoners.

## Geografie
De oppervlakte van Bourth bedraagt 18,63 vierkante kilometer; de bevolkingsdichtheid is 62,6 inwoners per km² (per 1 januari 2019).

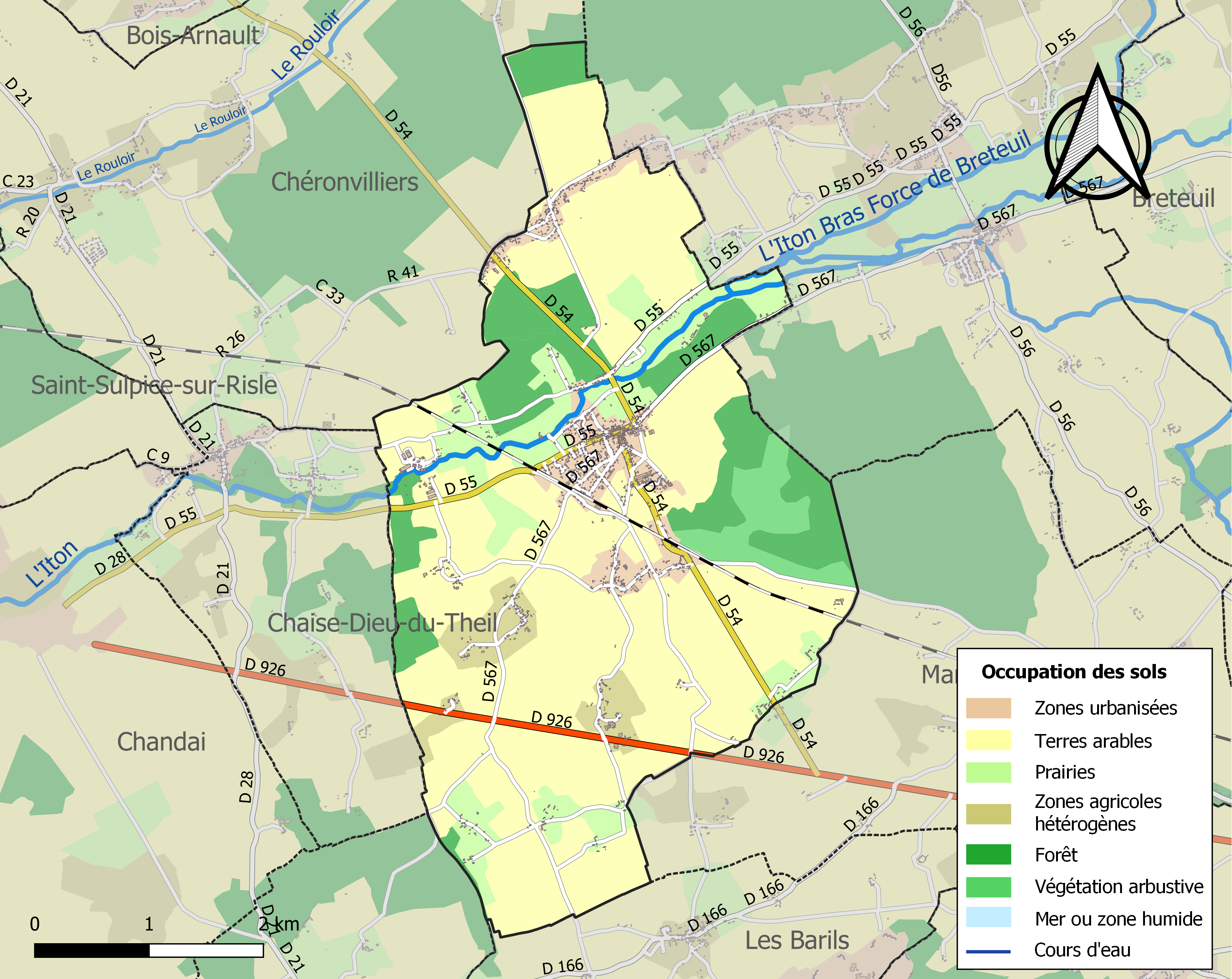
Kaart van de gemeente met belangrijkste infrastructuur, bodemgebruik en omliggende gemeenten

## Demografie
Onderstaande figuur toont het verloop van het inwonertal (bron: INSEE-tellingen).